# 景鸞
景鸞（？年—？年），字漢伯，廣漢郡梓潼（今四川省綿陽市）人。年輕時跟隨老師學習經，與廣漢郝伯宗、蜀郡任叔本、潁川李仲、渤海孟元叔遊學七州。理解《齊詩》、《施氏易》，兼受《河洛》圖書緯書，作《易說》和《詩解》，文句兼取《河洛》，按類編排，名為《交集》。又著《禮內外記》，一作《禮內外說》，號曰《禮略》。抄錄風角雜書，羅列占驗，作《興道》一篇。以及作《月令章句》。著述共五十多萬字。數次上書陳述救災異之術。州郡聘請景鸞，但景鸞不願就職。後來壽終正寢。

## 延伸阅读
[在维基数据编辑]
 《後漢書·卷79下》，出自范晔《後漢書》